# Lazy Mountain (Alaska)
Lazy Mountain es un lugar designado por el censo ubicado en el borough de Matanuska-Susitna en el estado estadounidense de Alaska. En el Censo de 2010 tenía una población de 1479 habitantes y una densidad poblacional de 9,71 personas por km².

## Geografía
Lazy Mountain se encuentra en las coordenadas 61°38′33″N 148°58′10″O / 61.64250, -148.96944. Según la Oficina del Censo de los Estados Unidos, Lazy Mountain tiene una superficie total de 152.34 km², de la cual 151.93 km² corresponden a tierra firme y (0.27%) 0.41 km² es agua.

## Demografía
Según el censo de 2010, había 1479 personas residiendo en Lazy Mountain. La densidad de población era de 9,71 hab./km². De los 1479 habitantes, Lazy Mountain estaba compuesto por el 89.93% blancos, el 0.34% eran afroamericanos, el 3.45% eran amerindios, el 0.81% eran asiáticos, el 0% eran isleños del Pacífico, el 0.54% eran de otras razas y el 4.94% pertenecían a dos o más razas. Del total de la población el 3.18% eran hispanos o latinos de cualquier raza.

## Localidades adyacentes
El siguiente diagrama muestra a las localidades más próximas a Lazy Mountain.